# Sinaloai bíborfecske
A sinaloai bíborfecske (Progne sinaloae) a madarak (Aves) osztályának verébalakúak (Passeriformes) rendjébe, ezen belül a fecskefélék (Hirundinidae) családjába tartozó faj.

## Rendszerezése
A fajt Edward William Nelson amerikai ornitológus írta le 1898-ban. Nevét Nyugat-Mexikóban, a Kaliforniai-öböl partján lévő Sinaloa szövetségi államról kapta.

## Előfordulása
Mexikó nyugati részén honos, telelni délre vonul, eljut Belize és Guatemala területére is. Természetes élőhelyei a szubtrópusi és trópusi síkvidéki és hegyi esőerdők.

## Megjelenése
Testhossza 18 centiméter.

## Életmódja
Rovarevő. Áprilistól júniusig költ az északi területeken, novembertől márciusig délre vonul.

## Természetvédelmi helyzete
Az elterjedési területe még elég nagy, egyedszáma 2500-9999 példány közötti és csökken. A Természetvédelmi Világszövetség Vörös listáján sebezhető fajként szerepel, mivel elterjedési területén ritka.